# Жоэн, Жорж
Жорж Жоэн (фр. Georges Johin; 31 июля 1877 — 6 декабря 1955) — французский крокетчик, чемпион и серебряный призёр летних Олимпийских игр 1900.
На Играх Жоэн соревновался среди одиночек по одному мячу. Сначала он занял второе место в первом раунде со счётом 13 очков. Затем он занял первое место во втором, набрав 16 очков. В финале он занял второе место, набрав 21 очко. Также он соревновался в соревнованиях пар вместе с французом Гастоном Омуаттом. Они были единственными соревнующимися и, проведя только один матч без противника, выиграли золотые медали.